# Юльметова, Суфия Фатыховна
Суфия Фатыховна Юльметова (р.2 января 1919, г.Бугульма, Самарская губерния) — литературовед. Доктор филологических наук (1981), профессор (1984). Заслуженный деятель науки БССР (1991). Участница Великой Отечественной войны. Окончила МГУ (1941).
Одна из авторов издания «История башкирской советской литературы» (в 2 ч.; ч.1, 1966).

## Трудовая биография
С 1949 преподавала в Казанском педагогическом институте, с 1954 — в Казанском университете, в 1961—96 — в Башкирском государственном университете (ныне Уфимский университет науки и технологий) (в 1962—69, 1970— 90 зав. кафедрой зарубежной литературы).
Из официального сайта БашГУ (ныне Уфимский университет науки и технологий):
Новый этап в развитии кафедры начался с 1961 г., когда заведующей кафедрой стала Суфия Фатыховна Юльметова — профессор, доктор филологических наук — специалист по истории французской литературы. Возглавляя кафедру на протяжении 30 лет, С. Ф. Юльметова способствовала тому, что кафедра оформилась как самостоятельный региональный научно-методический центр по изучению и преподаванию мировой литературы и художественной культуры.

## Сочинения
Юльметова, Суфия Фатыховна. Новаторство Эмиля Золя : Учеб. пособие / С. Ф. Юльметова; Башк. гос. ун-т им. 40-летия Октября. — Уфа : БГУ, 1988. — 79,[1] с.; 20 см.
Юльметова, Суфия Фатыховна. «Очарованная душа» Р. Роллана в свете идейной эволюции писателя [Текст] : Научно-попул. очерк / С. Ф. Юльметова. — Казань : Казан. ун-т, 1959. — 57 с.; 22 см.
Юльметова, Суфия Фатыховна. Анатоль Франс и некоторые вопросы эволюции реализма [Текст]. — Саратов : Изд-во Сарат. ун-та, 1978. — 165 с.; 20 см.
Юльметова, Суфия Фатыховна. Анатоль Франс и некоторые вопросы эволюции реализма : диссертация … доктора филологических наук : 10.01.05. — Уфа, 1979. — 431 с.
Юльметова, Суфия Фатыховна. Соотношение метода и поэтики в процессе синтеза искусств [Текст] / Юльметова С. Ф. ; М-во высш. и среднего специального образования РСФСР, Башкирский гос. ун-т им. 40-летия Октября. — Уфа : [б. и.], 1987. — 18, [1] л.; 31 см.
Творчество Ромена Роллана до Первой мировой войны [Текст] : Учеб.-метод. пособие для студентов / М-во высш. и сред. спец. образования РСФСР. Башк. гос. ун-т им. 40-летия Октября. — Уфа : [б. и.], 1974. — 41 с.; 20 см.